# 马伦特
马伦特是德国石勒苏益格－荷尔斯泰因州的一个市镇。总面积69.06平方公里，总人口10812人，其中男性5136人，女性5676人（2011年12月31日），人口密度157人/平方公里。